# リローデッド
『リローデッド』は、2015年11月11日にSony Recordsから発売されたEGOISTの6枚目のシングルである。

## 概要
前作『Fallen』からちょうど1年ぶりのリリースとなるシングル。ノイタミナムービー第2弾「Project Itoh」と連動したタイアップ作となっており、3曲全てが「Project Itoh」3部作の主題歌に起用された。
表題曲「リローデッド」が『虐殺器官』、カップリングの「Ghost of a smile」が『ハーモニー』、「Door」が『屍者の帝国』のエンディングテーマ。「リローデッド」は諸事情により作品公開が延期されたため、カップリングの2曲を中心にプロモーションが行われた。販売形態は初回限定盤、通常盤の2種リリースで、初回限定盤にはPVが収録された。

## チャート成績
11月10日付のオリコンデイリーランキングでは7位にランクイン。翌日の11月11日付では0.6万枚を売り上げて3位にランクインした。11月23日付のオリコン週間ランキングでは1.9万枚を売上げ5位にランクインした。

## 収録曲
全作詞・作曲・編曲：ryo
1. リローデッド [5:08]
ノイタミナムービー『虐殺器官』主題歌
2. Ghost of a smile [5:24]
ノイタミナムービー『ハーモニー』主題歌
3. Door [5:34]
ノイタミナムービー『屍者の帝国』主題歌
4. リローデッド -Instrumental-
5. Ghost of a smile -Instrumental-
6. Door -Instrumental-

DVD（初回限定盤のみ）
1. リローデッド（Music Video）
2. Ghost of a smile（Music Video）
3. Door（Music Video）